# Khalifa Sankaré
Papa Khalifa Sankaré (Dakar, 15 agosto 1984) è un ex calciatore senegalese, di ruolo difensore.